# Cho Yangho
Cho Yangho —en coreano: 조양호; Hanja: 趙亮鎬, RR: Jo Yang-ho, M-R: Cho Yangho; a veces escrito como Y. H. Cho—, (Incheon, 8 de marzo de 1949-Los Ángeles, California; 8 de abril de 2019) fue el presidente y director de Korean Air, presidente del Grupo Hanjin, y uno de los miembros fundadores de la alianza SkyTeam.

## Biografía
Cho fue nombrado presidente y director de Korean Air en abril de 1999 tras estar ligado como ejecutivo de la aerolínea desde 1992. Hasta ese momento, había ocupado cargos como el de vicepresidente ejecutivo o director de operaciones de Korean Air. Cho comenzó a trabajar en Korean Air como ejecutivo de la base regional americana en 1974. Su camino a la cumbre le supuso la asunción consecutiva de nuevas responsabilidades, incluyendo mantenimiento, publicidad, compras, sistemas de información y planificación corporativa. 
Tras superar la carrera de ingeniería industrial en la Universidad de Inha (Incheon, Corea) en 1975, Cho recibió un MBA de la Universidad del Sur de California en 1979 y un doctorado en administración empresarial en la Universidad de Inha en 1988. Además en 1998 recibió un doctorado honoris causa en administración de empresas de aviación en la Universidad Aeronáutica de Embry-Riddle, Florida.
Cho fue también presidente del Grupo Hanjin, uno de los mayores conglomerados empresariales mundiales de transporte. Su nombramiento se produjo en febrero de 2003 tras ser vicepresidente del grupo desde 1996. Fue asimismo el director de varias compañías filiales incluyendo Hanjin Shipping, Korea Airport Service (KAS), JungSeok Enterprise Co. y Hanjin Information Systems & Telecommunications (HIST).
Aparte de sus responsabilidades empresariales, Cho fue elegido vicepresidente de la Federación de Industrias Coreanas (FKI) en 1996. 
En 1994, Cho fue galardonado con la Orden del Mérito al Servicio Industrial, Medalla de la Torre Dorada del Gobierno de Corea, y en 2004, recibió el nombramiento de comendador en la Legión de Honor de Francia, que es el mayor honor civil de Francia. 
Cho estaba casado y tenía un hijo y dos hijas. Los tres se han graduado en la Universidad del Sur de California. Su hija, Heather Cho, dirige la división hotelera de la compañía.